# Ronald Després
Ronald Després est un musicien, poète et traducteur acadien né en 1935 au Nouveau-Brunswick.

## Biographie
Ronald Després naît le 7 novembre 1935 à Lewisville, désormais un quartier de Moncton, au Nouveau-Brunswick. Il suit un cours classique au Collège Saint-Joseph de Memramcook, au Collège l'Assomption de Moncton et finalement à l'Université Sainte-Anne de Pointe-de-l'Église, en Nouvelle-Écosse, où il obtient un diplôme en 1953. Il part étudier la musique et la philosophie à Paris et il y obtient une licence en philosophie en 1956.
Après ses études, Ronald Desprès est journaliste durant un an au quotidien L'Évangéline de Moncton. Il se rend ensuite à Ottawa, où il est embauché comme traducteur des débats de la Chambre des communes du Canada. Il est ensuite interprète à la même institution puis occupe différents postes de traduction au sein de la fonction publique fédérale. Il habite d'ailleurs toujours à Ottawa.
Considéré comme le premier poète moderne acadien, il remporte le prix David en 1958 pour son premier recueil, Silences à nourrir de sang. Le recueil gagne aussi le deuxième Prix de littérature de la province de Québec.
Il publie ensuite plusieurs nouvelles dans le journal L'Évangéline. Le roman Le Scalpel ininterrompu (1962) offre une vision tragicomique du monde moderne. Il considère lui-même le texte comme une sotie. Maurice Raymond propose plusieurs interprétations de l'œuvre lors de sa réédition aux Éditions Perce-Neige.
En 1984, il reçoit le prix d'excellence Pascal-Poirier pour l'ensemble de son œuvre.
Paysages en contrebande... à la frontière du songe est une sélection de textes publiés aux Éditions d'Acadie en 1974. Les Éditions Perce-Neige publient l'intégralité de son œuvre en 2009 sous le titre À Force de mystère. Œuvre poétique 1958-1974. Ronald Després recherche activement la musicalité des vers, et la mer, sans être au cœur de son œuvre, l'inspire. C'est un poète lyrique, angoissé par un monde qui lui semble inaccessible.

## Œuvres
1. Silences à nourrir de sang, 1958
2. Les Cloisons en vertige, 1962
3. Le Scalpel ininterrompu, 1962
4. Le Balcon des dieux inachevés, 1968
5. Paysages en contrebande...: à la frontière du songe choix de poèmes 1956-1972, 1974
6. À force de mystère, œuvre poétique complète 1958-1974, 2009

## Honneurs
- 1959 : Prix David
- 1984 : Prix d'excellence Pascal-Poirier, pour l'ensemble de son œuvre.

### Biographie
- David Lonergan, Paroles d'Acadie : Anthologie de la littérature acadienne (1958-2009), Sudbury, Prise de parole, 2010, 445 p. (ISBN 978-2-89423-256-9), p. 61-68